# Radicaal 100
Radicaal 100 is een van de 23 van de 214 Kangxi-radicalen dat bestaat uit vijf strepen.
In het Kangxi-woordenboek zijn er 22 karakters die dit radicaal gebruiken.

## Karakters met het radicaal 100
| Strepen | Karakter |
| ------- | -------- |
| + 0     | 生       |
| + 4     | 甠       |
| + 5     | 甡       |
| + 6     | 產 産    |
| + 7     | 甤 甥 甦 |
| + 9     | 甧       |

Orakelbotkarakter
Bronskarakter
Groot zegelkarakter
Klein zegelkarakter